# Anomaloglossus verbeeksnyderorum
Anomaloglossus verbeeksnyderorum es una especie de anfibio anuro de la familia Aromobatidae.

## Distribución geográfica
Esta especie es endémica del estado de Amazonas en Venezuela. Fue descubierto en Tobogán en el municipio de Atures a 56 m de altitud.

## Publicación original
- Barrio-Amorós, Santos & Jovanovic, 2010 : A new dendrobatid frog (Anura: Dendrobatidae:Anomaloglossus) from the Orinoquian rainforest, southern Venezuela. Zootaxa, n.º 2413, p. 37-50.[3]